# Anfiloco (figlio di Anfiarao)
Anfiloco (in greco antico: Ἀμϕίλοχος?, Amphílochos) è un personaggio della mitologia greca che partecipò alla guerra di Troia.

## Mitologia
Fratello di Alcmeone e figlio di Erifile, fu uno degli epigoni che parteciparono alla spedizione contro Tebe.
Fu anche uno dei partecipanti alla guerra di Troia e fu scelto come fiero combattente su cui credevano i greci, fino a farlo rinchiudere nel cavallo di Troia fatto costruire da Ulisse.
Alcuni ritengono il figlio di Anfiarao uno dei responsabili della morte di Erifile sua madre (che fu uccisa da Alcmeone). Si racconta che in punto di morte lei maledisse il solo Alcmeone anche se in suo aiuto c'era suo fratello Anfiloco.
L'eroe è anche ricordato per la sua abilità di veggente. A pari del padre, fu ucciso da Apollo.